# 坪山高铁站 (云巴)
坪山高铁站是一个属于东部城轨坪山云巴1号线的有轨电车车站，也是坪山云巴1号线近期的西端终点站，位于中华人民共和国广东省深圳市坪山区马峦街道站前路深圳坪山站南侧，沿站前一路呈南北走向，为深圳坪山站的配套车站。
本站于2022年12月28日随坪山云巴1号线一同正式启用。

## 车站结构
坪山高铁站为地上三层5m岛式车站，整体设置于站前路南侧上空，设备机房设置于二层。
本站西侧小里程端设有一对交叉渡线，供列车到达本站后站后折返使用。

### 出入口

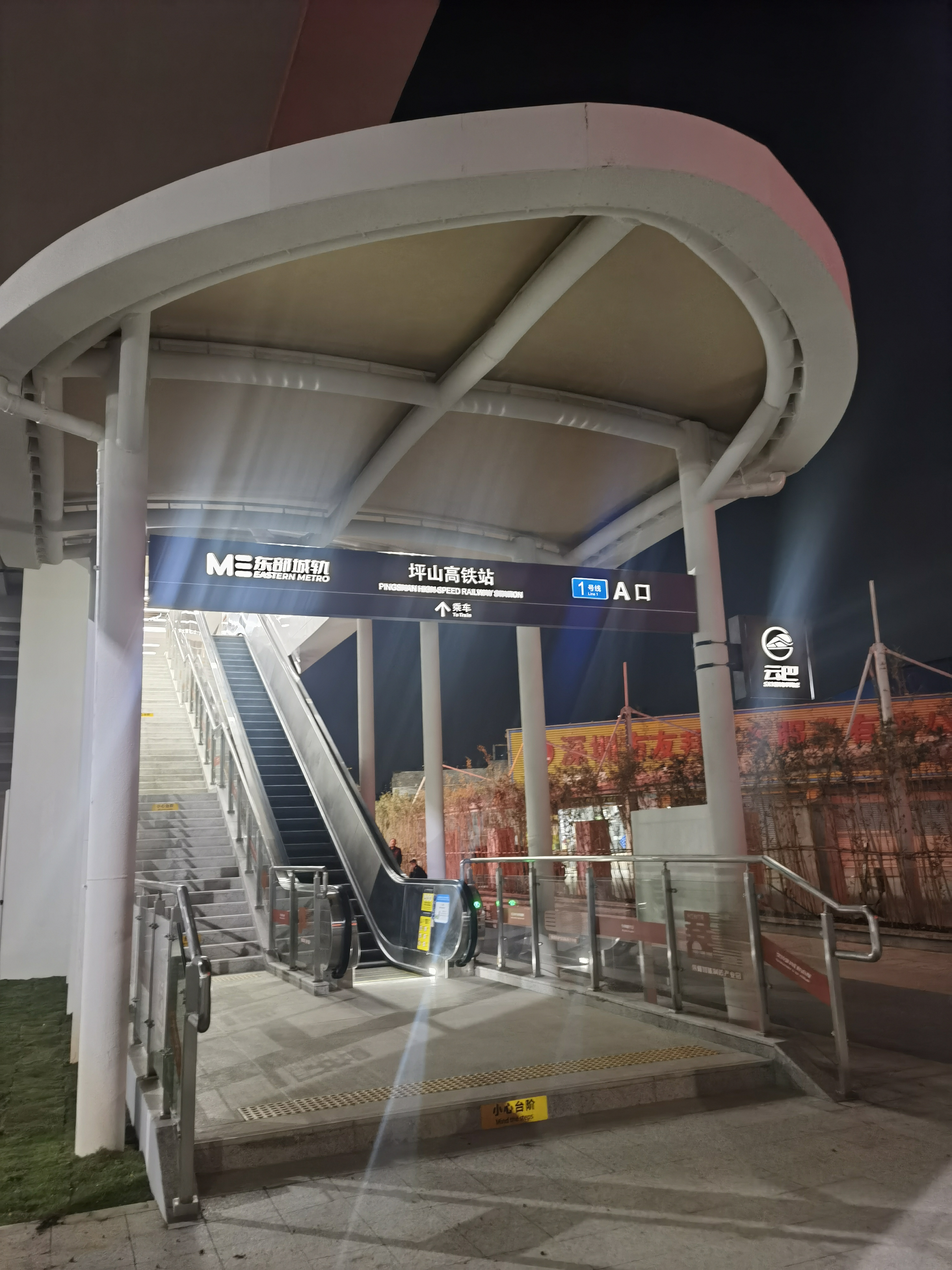
A出口

### 楼层

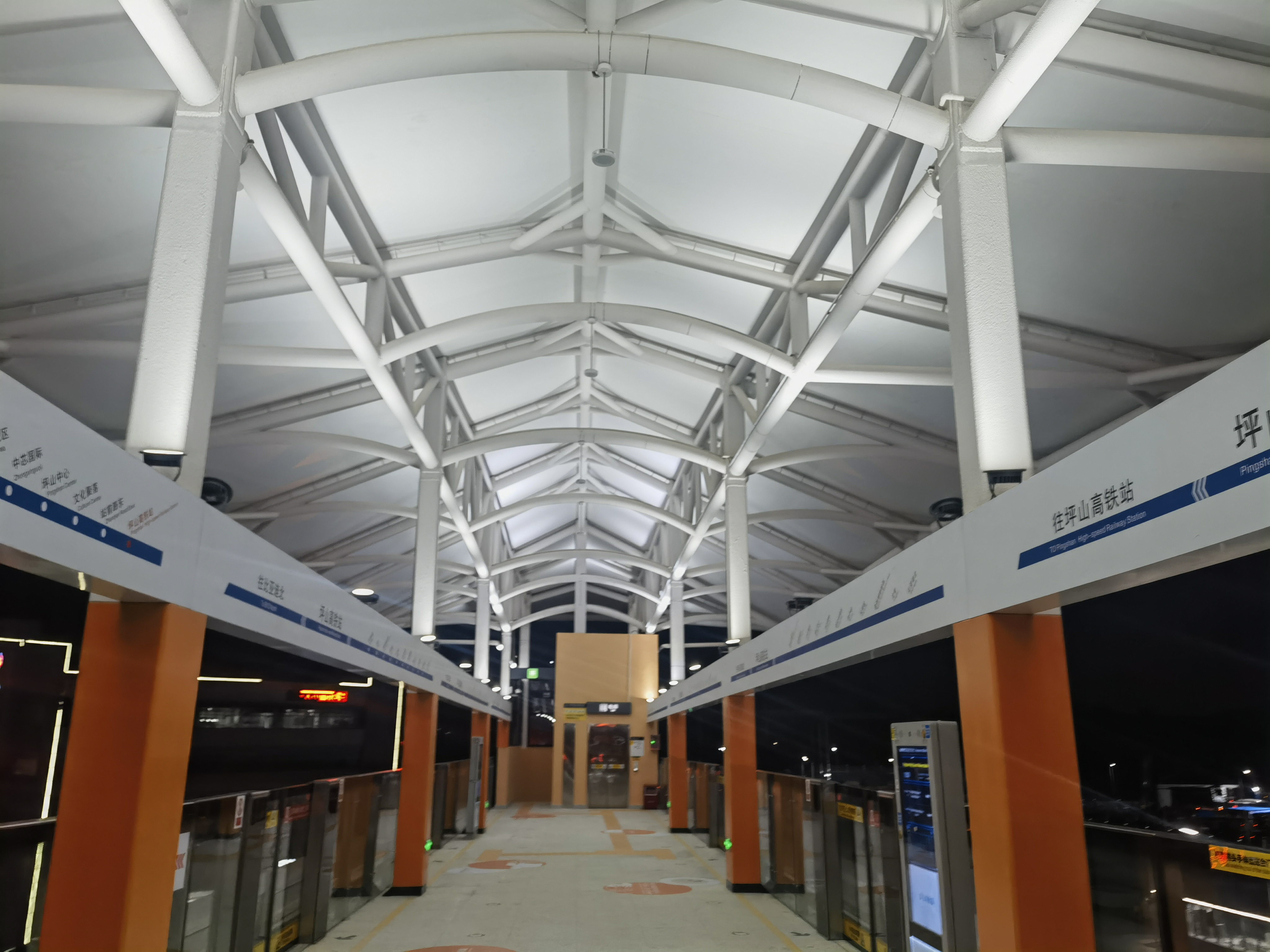
站台
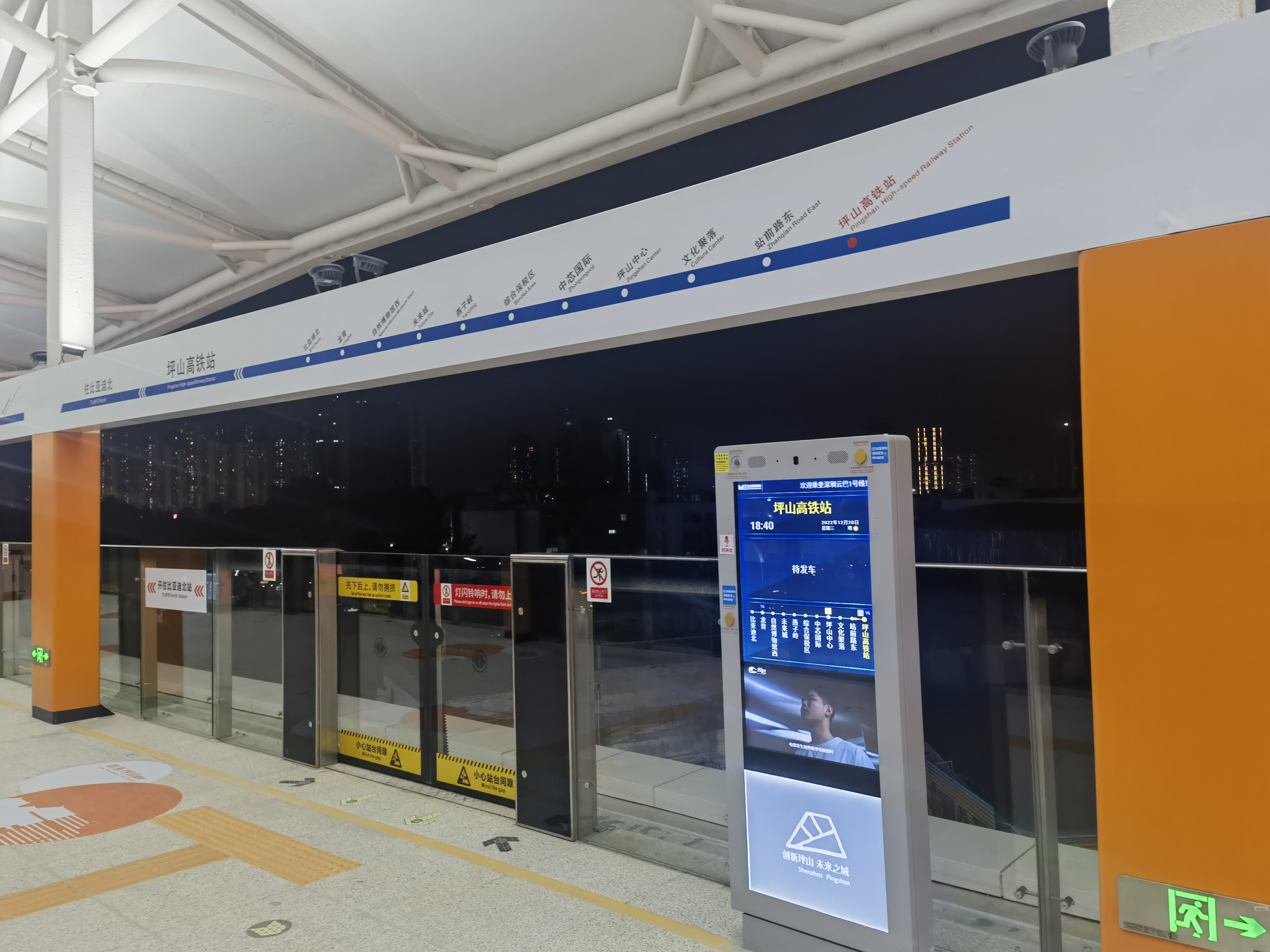
始发站台

| 地上三层          | 月台 | \| \| \| 坪山云巴1號線下客站台 \| \| 島式 · 開左邊车门 \| \| \| \| \| \| 坪山云巴1號線往比亚迪北（站前路东） \| |
| 地上二层          | 站厅 | 旅客服务、售票机、车站控制室                                                                                    |
| 地面              | -    | 出入口 |
|                   |      | 坪山云巴1號線下客站台                                                                                           |
| 島式 · 開左邊车门 |      | |
|                   |      | 坪山云巴1號線往比亚迪北（站前路东）                                                                             |

- 站台
- 始发站台

## 历史

### 规划与建设
2020年3月，深圳市东部云轨投资建设有限公司发布《坪山云巴（胶轮有轨电车）1 号线一期项目环境影响报告书 》，其中包含本站，工程名为坪山站。
2022年6月25日，深圳市东部城市轨道交通投资建设有限公司发布《坪山云巴（胶轮有轨电车）1号线一期项目车站命名方案》，其中本站改名为坪山高铁站，理由是与地铁车站名统一，但实际上地铁车站名并未更改，而仍为工程名“坪山站”。

## 接駁交通

### 国铁
参见:深圳坪山站

### 地铁
参见:坪山站

### 公交
（待补充）

## 相关图像
（待补充）